# Óscar Braga
Oscar Lino Lopes Fernandes Bragas (ur. 30 września 1931 w Malanje, zm. 26 maja 2020 w Benguela) – angolski duchowny rzymskokatolicki, w latach 1975-2008 biskup Bengueli.

## Życiorys
Święcenia kapłańskie przyjął 26 lipca 1964. 20 listopada 1974 został prekonizowany biskupem Bengueli. Sakrę biskupią otrzymał 2 lutego 1975. 18 lutego 2008 przeszedł na emeryturę.